# Antelope Valley-Crestview
Antelope Valley-Crestview és una concentració de població designada pel cens dels Estats Units a l'estat de Wyoming. Segons el cens del 2000 tenia 1.642 habitants.

## Demografia
Segons el cens del 2000, Antelope Valley-Crestview tenia 1.642 habitants, 545 habitatges, i 459 famílies. La densitat de població era de 128,9 habitants/km².
Dels 545 habitatges en un 50,8% hi vivien nens de menys de 18 anys, en un 75% hi vivien parelles casades, en un 5,7% dones solteres, i en un 15,6% no eren unitats familiars. En l'11,2% dels habitatges hi vivien persones soles el 0,9% de les quals corresponia a persones de 65 anys o més que vivien soles. El nombre mitjà de persones vivint en cada habitatge era de 3,01 i el nombre mitjà de persones que vivien en cada família era de 3,27.
Per edats la població es repartia de la següent manera: un 33,4% tenia menys de 18 anys, un 8% entre 18 i 24, un 34,2% entre 25 i 44, un 22,9% de 45 a 60 i un 1,5% 65 anys o més.
L'edat mediana era de 32 anys. Per cada 100 dones de 18 o més anys hi havia 109,2 homes.
La renda mediana per habitatge era de 70.833 $ i la renda mediana per família de 72.031 $. Els homes tenien una renda mediana de 49.063 $ mentre que les dones 26.905 $. La renda per capita de la població era de 24.628 $. Entorn de l'1,5% de les famílies i l'1,6% de la població estaven per davall del llindar de pobresa.

## Poblacions més properes
El següent diagrama mostra les poblacions més properes.